# Psyllobora

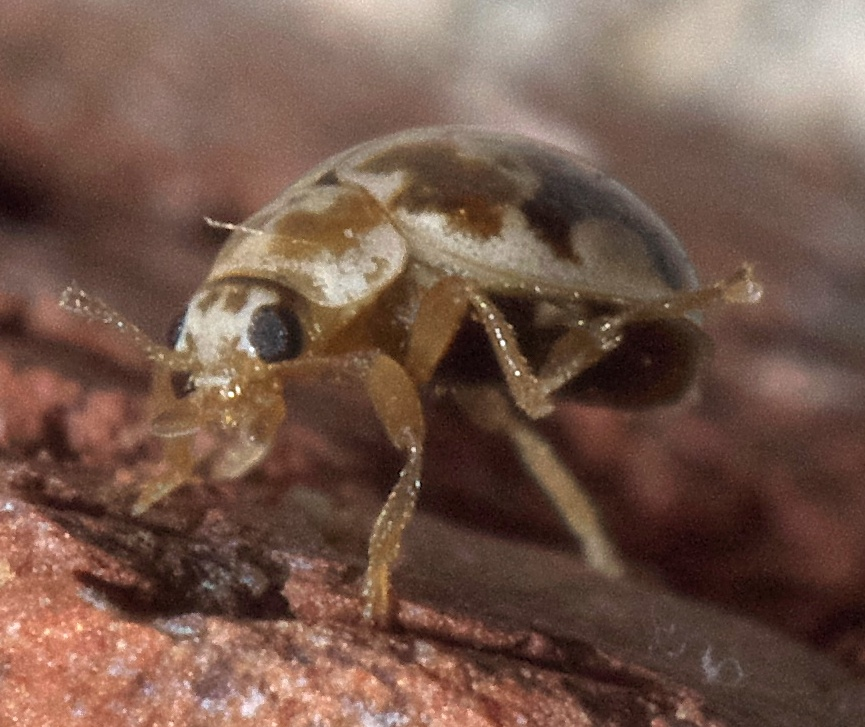
Psyllobora renifer

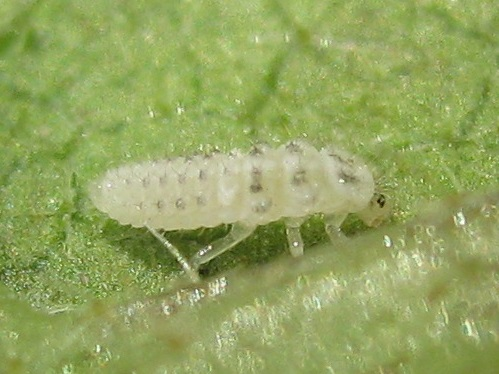
P. vigintimaculata, larva

Psyllobora es un género de escarabajos de la familia Coccinellidae. Miden 1.5-3.5 mm. 
Hay por lo menos 17 especies. A diferencia de otros miembros de esta familia que son depredadores de otros insectos, los miembros de este género se alimentan de hongos o mohos. Se encuentran en el Neártico, desde Canadá hasta América central.

## Especies
- Psyllobora bisoctonotata (Mulsant, 1850)
- Psyllobora borealis Casey, 1899 i c g b
- Psyllobora bowringi Crotch, 1874 g
- Psyllobora confluens Fabricius, 1801 g
- Psyllobora conspurcata Boheman, 1859 i c g
- Psyllobora costae Mulsant, 1853 g
- Psyllobora intricata Mulsant, 1850 g
- Psyllobora lineola Fabricius, 1792 g
- Psyllobora marshalli Crotch, 1874 g
- Psyllobora nana Mulsant, 1850 i c g b
- Psyllobora parvinotata Casey, 1899 i c g b
- Psyllobora plagiata Schaeffer, 1908 i c g b
- Psyllobora renifer Casey, 1899 i c g b
- Psyllobora schwarzi Chapin, 1957 b
- Psyllobora variegata (Fabricius, 1781) g
- Psyllobora vigintiduopunctata (Linnaeus, 1758) g b
- Psyllobora vigintimaculata (Say, 1824) i c g b

Fuentes: i = ITIS, c = Catalogue of Life, g = GBIF, b = Bugguide.net